# Межовий провулок (Київ)
Межови́й прову́лок — провулок у Подільському районі міста Києва, місцевості Вітряні гори, селище Шевченка. Пролягає від вулиці Світлицького до вулиці Косенка. 
Прилучаються вулиці Золочевська, Канівська, Муси Джаліля і Ворзельська.

## Історія
Провулок виник у середині XX століття під назвою 227-а Нова́ ву́лиця. Сучасна назву набув 1957 року. У 1962 році частина провулку отримала назву вулиця Івана Їжакевича. У 1977 році до складу провулку було приєднано частину Перемишльської вулиці.

## Установи
- Середня загальноосвітня школа № 93 (буд. № 7-А)